# Calliandra vaupesiana
Calliandra vaupesiana är en ärtväxtart som beskrevs av John Macqueen Cowan. Calliandra vaupesiana ingår i släktet Calliandra och familjen ärtväxter.

## Underarter
Arten delas in i följande underarter:
- C. v. oligandra
- C. v. vaupesiana